# Tobias Monteiro
Tobias Monteiro é um actor português.

## Televisão
- Lua Vermelha, personagem Xavier (SIC, 2010)
- Deixa Que Te Leve, personagem Frederico (TVI, 2009)
- Cenas do Casamento, personagem Miguel (SIC, 2008-2009)
- Resistirei (SIC, 2008)
- Doce Fugitiva, personagem Gaspar (TVI, 2006-2007)
- Nome de Código: Sintra, personagem Gonçalo (RTP, 2006)
- Inspector Max, personagem Bruno (TVI, 2005)
- O Espírito da Lei (RTP, 2001)
- A Senhora das Águas (RTP, 2001)
- Super Pai (TVI, 2000)
- Mãos à Obra (RTP, 1999)
- O Rosto da Europa (RTP 1994)

## Cinema
- Al Berto (2017)
- Pele (2006)
- O Estratagema do Amor (2004)
- 88 (2002)
- Inês de Portugal (1997)